# Słodkiego miłego życia
Słodkiego, miłego życia – dziesiąty singel polskiego zespołu Kombi, na którym znalazły się dwa utwory z płyty Nowy rozdział.
Piosenka „Słodkiego, miłego życia” stała się jednym z największych przebojów Kombi. Po raz pierwszy tę piosenkę można było usłyszeć w Trójkowej Liście Przebojów jesienią 1983 roku. Na XXI Krajowym Festiwalu Piosenki Polskiej w Opolu zespół wielokrotnie bisował z piosenką „Słodkiego, miłego życia” i zdobył nagrodę publiczności.

## Historia powstania utworu
Podczas radzieckiej trasy koncertowej zespołu, 10 listopada 1982 roku zmarł Leonid Breżniew. Ogłoszono wtedy 5-dniową żałobę narodową. Trasę grupy wstrzymano, przez co muzycy mieli sporo wolnego czasu. W hotelowym pokoju, w mieście uzdrowiskowym Mineralne Wody, założyciel formacji Sławomir Łosowski, skomponował przyszły evergreen Kombi. Po powrocie zespołu do Polski tekst do muzyki napisał Marek Dutkiewicz.

## Skład
- Sławomir Łosowski – instrumenty klawiszowe
- Grzegorz Skawiński – śpiew
- Waldemar Tkaczyk – gitara basowa
- Jerzy Piotrowski – perkusja

## Lista utworów
1. „Słodkiego, miłego życia” (muz. Sławomir Łosowski – sł. Marek Dutkiewicz) – 4:45
2. „Nie ma zysku” (muz. i sł. Waldemar Tkaczyk) – 3:49